# Marvin Polak
Marvin Dennis Polak (Amsterdam, 15 januari 1978) is een Nederlandse ondernemer, bestuurder en VVD-politicus. Sinds 1 juni 2021 is hij burgemeester van Oostzaan.

## Opleiding en loopbaan
Polak volgde van 1986 tot 1990 lager onderwijs op de Rosj Pina in Amsterdam. Van 1990 tot 1992 ging hij naar het vwo op het Maimonides in Amsterdam en van 1992 tot 1996 op het Alkwin Kollege in Uithoorn. Van 1996 tot 1999 volgde hij een hbo-opleiding tot verkeersvlieger op de Nationale Luchtvaartschool.
Polak was van 1999 tot 2003 werkzaam in de in- en verkoop van vliegtuigonderdelen, werkte hij voor een softwarebedrijf en was hij verkeersvlieger bij Ryanair. Van 2003 tot 2014 was hij eigenaar en commercieel directeur van Modan en richtte hij zich op totaalautomatisering van bedrijven via onder andere cloud computing. Van 2018 tot 2021 was hij algemeen directeur van IT-bedrijf Mica Groep.

## Politieke loopbaan
Polak werd in 2004 politiek actief voor de Uithoornse VVD als fractiemedewerker. Van 2006 tot 2014 was hij namens de VVD gemeenteraadslid van Uithoorn en was hij woordvoerder Economische zaken, Schiphol en Sociale zaken en werkgelegenheid. Van 2014 tot 2018 was hij namens de VVD wethouder en 1e locoburgemeester van Uithoorn en had hij in zijn portefeuille Ruimtelijke ordening, Mobiliteit, Verkeer en Vervoer, Economische Zaken, Werk en Inkomen, Wonen en Volkshuisvesting.

## Burgemeester van Oostzaan
Polak werd op 15 maart 2021 door de gemeenteraad van Oostzaan voorgedragen als nieuwe burgemeester. Op 17 mei 2021 werd de voordracht overgenomen door de minister van Binnenlandse Zaken en Koninkrijksrelaties zodat hij bij koninklijk besluit benoemd kon worden met ingang van 1 juni 2021.

## Persoonlijk
Polak is getrouwd en heeft drie kinderen.
Polak deed mee aan het derde seizoen van het RTL 4-programma The Floor, maar viel af in aflevering twee omdat hij niet voldoende van "gerechten" wist. Hij struikelde onder andere over het gerecht Pulled pork.